# Сеул (станция метро)

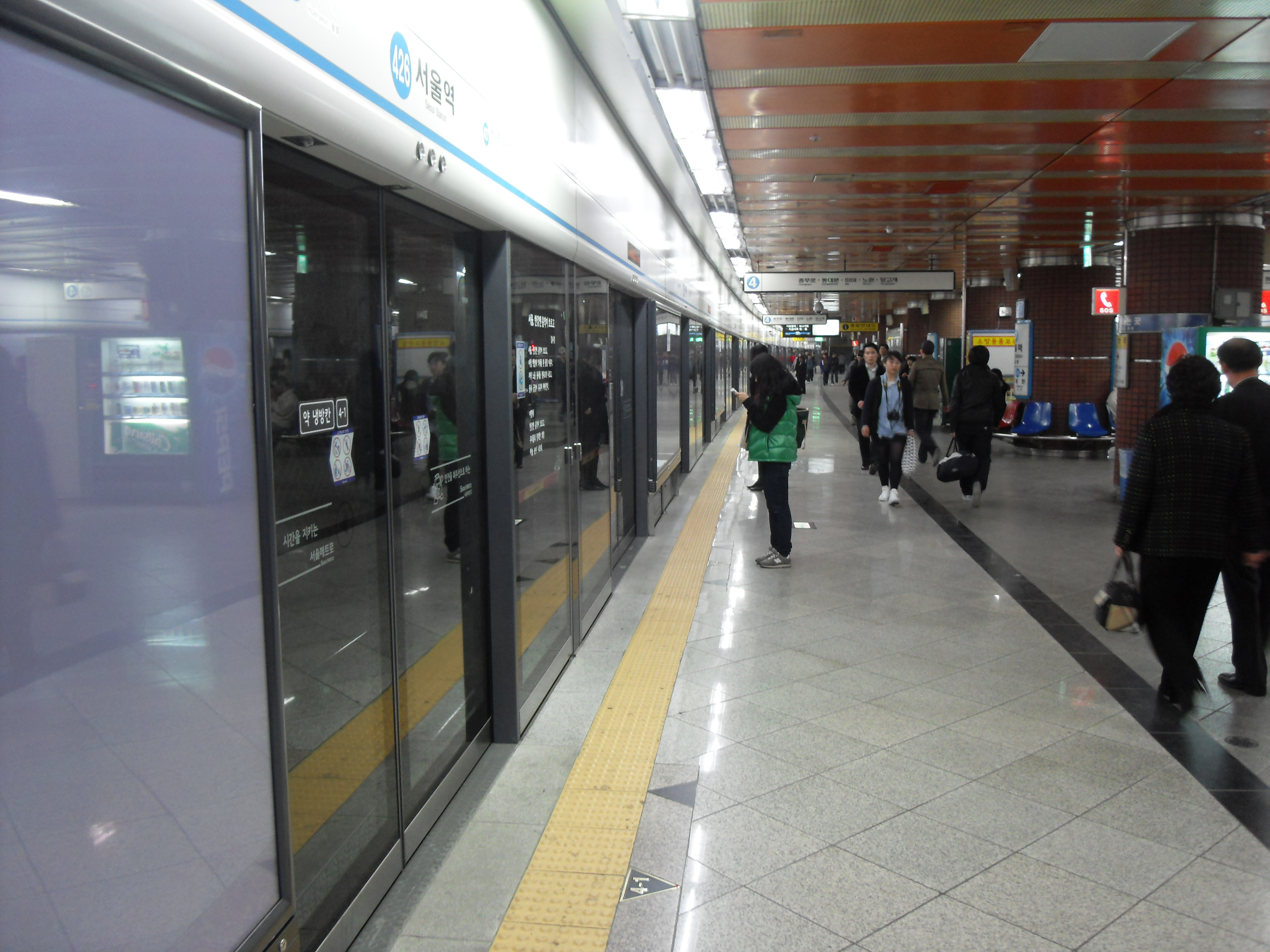
Платформа станции четвёртой линии

«Сеул» (кор. 서울역) — станция Сеульского метро на Первой (основная, Сеул метро 1), Чётвертой и Кёнъи-Чунъанъ линиях. Является конечной станцией для участка Сеул метро 1 Первой линии, линий Кёнъи-Чунъанъ и Аэропорт Экспресс. На станции установлены платформенные раздвижные двери.
Также есть наземная станция для пригородных поездов, открытая в ноябре 1925 года. Обслуживается корпорацией Korail. Она представлена 7 платформами и 14 путями.
Подземная станция представлена тремя платформами по одной островной для 1 линии, 4 линии и Кёнъи-Чунъанъ линии метро, для Аэропорт Экспресс есть две боковые платформы. Также подземную станцию с 29 декабря 2010 года обслуживают поезда линии Аэропорт Экспресс (AREX) пригородного сообщения, которая связывает Сеул с международными аэропортами Кимпхо и Инчхон. Станция обслуживается корпорацией Сеул Метро (Seoul Metro), линия Аэропорт Экспресс — корпорацией Korail Airport Co. Расположена в кварталах Понэ-тон и Тонча-тон района Чонногу города Сеул (Республика Корея).
На Первой линии поезда Кёнвон экспресс (GWː Gyeongwon) и Кёнбусон зелёный экспресс (SC: Gyeongbu green express) обслуживают станцию; Кёнкин экспресс (GI: Gyeongin), Кёнбусон красный экспресс (GB: Gyeongbu red express) не обслуживают станцию.
Пассажиропоток — на 1 линии 133 833 чел/месяц (на 2013 год), на 4 линии 32 687 чел/месяц , на Кёнъисон 13 263 чел/месяц, на Аэропорт Экспресс 29 796 чел/месяц.